# 月まち子
月 まち子（つき まちこ）、日本の女優である。

## 概要
早稲田大学に在学中の1951年3月頃にムーラン・ルージュに入ったが、2か月後に解散。
1960年7月、劇団舞芸座でロミオとジュエリットの公演に参加。

## 出演作品

### 映画
1965年
- 黒い雪（娼婦雪枝役）

1966年
- 源氏物語

1968年
- 戦後残酷物語（エミ役）

### テレビアニメ
1961年
- ウッドペッカー（ウッディー）

1968年
- ウルトラわんちゃん

### 舞台
1960年
- ロミオとジュリエット（劇団舞芸座、1960年7月）